# 돗자리
돗자리는 왕골이나 골풀의 줄기를 잘개 쪼개서 친 자리로서 바닥에 펴놓으면 촉감이 시원해서 여름에 주로 사용한다. 초석 ·기직 ·밀짚자리 등도 포함된다. 지즑도 왕골 ·부들잎 ·짚 등을 엮어 만든 기직이므로 일반적인 자리에 포함된다. 이 밖에 넓은 의미의 자리로는 멍석이 있으며, 농가에서는 여름밤에 마당에 펴서 모닥불을 피워 놓고 자리로 사용한다. 
돗을 자리와 돗자리로 굳이 구분하는 것은 재료는 같은 왕골을 쓰기는 하지만 제조 방법에 차이가 있기 때문이다. 즉 자리는 날을 고드랫돌에 감아 가로장목에 늘어놓고 골을 대어 엮어 나가는 것이고, 돗자리는 가마니틀과 비슷한 돗틀에 미리 날을 걸어 두고 골을 바늘대에 걸어지르고 바디질을 하여 짜는 것이다. 이렇게 되면 자리는 날이 밖으로 노출되지만, 돗자리는 날이 속으로 감춰진다. 
자리의 주산지인 인천 강화군에서 만드는 자리를 화문석(花紋席:꽃돗자리)이라고 한다. 또 돗자리는 대개 농가의 부업으로, 영 ·호남 지방이 주산지이다. 특히 여기에 용 문양을 새긴 것을 용문석(龍紋席)이라 하는데, 전남 보성군에서 만든다. 그 밖에 별문석(別紋席) ·호문석(虎紋席) ·난초석(蘭草席) ·굴피자리 ·갈자리 ·포석(蒲席) ·망석(網席) 등이 있다. 

## 같이 보기
- 매트